# Von Miller
Vonnie B'VSean Miller (DeSoto, 26 maart 1989) is een Amerikaans Americanfootballspeler voor de Buffalo Bills (NFL). Miller won in 2016 en 2022 de Super Bowl. Hij nam 8 keer deel aan de Pro Bowl.